# 水泽马先蒿
水泽马先蒿（学名：Pedicularis uliginosa）为列当科马先蒿属的植物。分布在蒙古、俄罗斯以及中国大陆的新疆等地，生长于海拔800米至1,400米的地区，见于山地上部草地上和小溪边，目前尚未由人工引种栽培。